# Otín (Jihlava)
Otín é uma comuna checa localizada na região de Vysočina, distrito de Jihlava.